# Isbrecht Glacier
Isbrecht Glacier är en glaciär i Antarktis. Den ligger i Västantarktis. Inget land gör anspråk på området. Isbrecht Glacier ligger 29 meter över havet.
Terrängen runt Isbrecht Glacier är kuperad norrut, men söderut är den platt. Trakten är obefolkad. Det finns inga samhällen i närheten.